# Euchromia poecilosoma
Euchromia poecilosoma là một loài bướm đêm thuộc phân họ Arctiinae, họ Erebidae.